# Istrie (poloostrov)

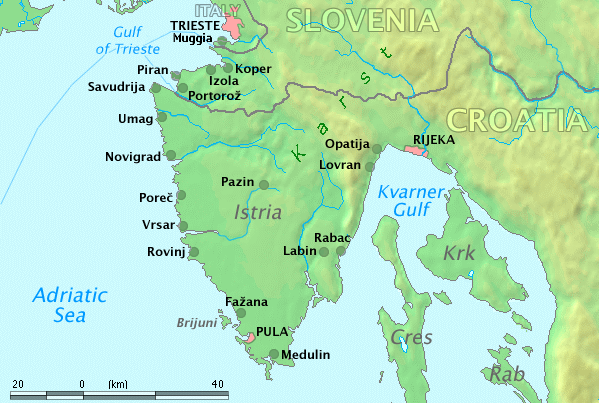
Mapa poloostrova Istrie

Istrie (latinsky Istria, chorvatsky Istra, slovinsky Istra, italsky Istria) je poloostrov vybíhající do Jaderského moře. Nachází se mezi Terstským a Kvarnerským zálivem a je rozdělen mezi Itálii (region Furlansko-Julské Benátsko), Slovinsko (Pobřežně-krasový region) a Chorvatsko (Istrijská župa, Přímořsko-gorskokotarská župa).

## Geografie
Rozloha poloostrova činí 3 700 km². Povrch tvoří planina, která se zvedá z jihozápadu na severovýchod od nadmořské výšky 100 m do 600 m. Nejvyšším vrcholem je 1 401 m vysoká hora Vojak.

## Geologie
Planina je tvořena převážně mezozoickými vápenci. Důsledkem toho jsou rozvinuté krasové jevy na celém území poloostrova.

## Klima
Podnebí je středomořské. Roste zde řídké středomořské rostlinstvo (šibljak, tráva) a dobře se tu daří vinné révě, především odrůdě Teran. Hojně se zde také vyskytují olivovníkové plantáže.

## Přístavy a města
Největšími přístavy na pobřeží jsou Terst v Itálii a Pula v Chorvatsku. Dalšími významnými městy jsou Koper ve Slovinsku nebo Poreč a Rovinj na chorvatském pobřeží.

## Obyvatelstvo
Obyvatelstvo Istrie bylo odedávna etnicky rozmanité. Ve starověku a v období Ilyrského království převažoval barbarský kmen Histrů, který dal poloostrovu jméno. Po vítězství Římanů a proměně území v římskou provincii Ilyria se začaly kmeny Iapodů, Liburnů a Histerů mísit s Římany. Během středověkých a novověkých válek na Balkáně se zde usídlili také Dalmatinci, Rumuni, Albánci, Řekové a Osmanští Turci.
Podle rakousko-uherského sčítání lidu z roku 1910 zde žilo 404 309 obyvatel, z toho 168 116 (41,6 %) mluvilo srbochorvatsky, 147 416 (36,5 %) italsky, 55 365 (13,7 %) slovinsky, 13 279 (3,3 %) německy, 882 (0,2 %) rumunsky, 2 116 (0,5 %) jiným jazykem a 17 135 (4,2 %) byli cizinci, jejichž jazyk se nezaznamenával.
Podle chorvatského sčítání lidu z roku 2011 bylo 68,33 % obyvatel Chorvati, 6,03 % byli Italové, 3,46 % Srbové, 2,95 % Bosňáci, 1,15 % Albánci a 1,96 % neuvedlo národnost. Obyvatelé, kteří se prohlásili za Istrijce, tvořili 12,11 %. Regionální identita je tedy dodnes silná a hranice mezi jednotlivými etnickými skupinami na Istrii jsou neostré. Istrijci bez ohledu na jazyk sdílí společnou kulturu.
Na Istrii také existují dva původní ohrožené románské jazyky: istrijština a istrorumunština. Místní albánská komunita až do 19. století hovořila zvláštním dialektem albánštiny.

## Historie
- Starověké osídlení kmeny Ilyrů
- Dobytí Římany a kolonizace v provincii Ilýrie
- 1797–1805 – Habsburská monarchie, respektive Rakouské císařství
- 1806–1810 – Italské království za Napoleona po Prešpurském míru
- 1810–1813 – Ilyrské provincie
- 1814–1867 – Rakouské císařství
- 1867–1919 – Rakousko-Uhersko
- 1919–1947 – Itálie (podle Saintgermainské smlouvy)
- 1947–1991 – SFR Jugoslávie (podle Pařížských mírových smluv)
- od 1991 – Chorvatsko a Slovinsko (severní část)

## Zajímavosti
Na poloostrově Istrie byl v 90. letech 20. století objeven jediný druhohorní dinosaurus, známý dosud z území Chorvatska. V roce 1998 dostal vědecké jméno Histriasaurus boscarollii ("Histria" byl latinský název pro Istrii). Byl to menší sauropodní dinosaurus s dlouhým krkem, který žil v období spodní křídy (asi před 130 miliony let).